# Johan Reinhold Sahlberg
Johan Reinhold Sahlberg (Helsinki, Grootvorstendom Finland, 6 juni 1845 - aldaar, 8 mei 1920) was een Fins entomoloog.
Johan Reinhold Sahlberg was de zoon van Reinhold Ferdinand Sahlberg. Op het gebied van de entomologie specialiseerde hij zich in Coleoptera (kevers) en Auchenorrhyncha (cicaden). Johan Reinhold Sahlberg ging mee op expedities naar veel plaatsen in Finland, (Russisch) Karelië, Siberië, het Middellandse Zeegebied en Centraal-Azië.

## Taxa
Tijdens zijn reizen verzamelde hij insecten en voornamelijk kevers (net als zijn vader en grootvader). Elke van de door hem beschreven taxa zijn: 
- Pterostichus abnormis, een keversoort uit de familie van de loopkevers (Carabidae)
- Lytta manicata, een keversoort uit de familie van oliekevers (Meloidae)
- Ascoliocerus barbatus, een keversoort uit de familie kniptorren (Elateridae)

## Enkele werken
- Ofversigt af Finlands och den Skandinaviska halfons Cicadariae I (Notiser ur Sallskapets pro Fauna et Flora Fennica Forhandlingar)
- Coleoptera Mediterranea que in Aegypto, Palaestina, Syria, Caramania at que in Anatolia occidentali anno 1904. Öfversigt Finska Vetenskaps-Societetens

- Bibsys: 2133030
- Gemeinsame Normdatei: 117599972
- International Standard Name Identifier: 0000 0001 0780 9097
- Library of Congress Control Number: n85039070
- Nationale Bibliotheek van Israël: 987007307219105171
- Nederlandse Thesaurus van Auteursnamen: 163237980
- Réseau des bibliothèques de Suisse occidentale: 02-A003778029
- SNAC: w6vm8xtr
- Système universitaire de documentation: 146629094
- Virtual International Authority File: 48186785
- WorldCat: E39PBJfCpQJTcGxFqDVMkHqRKd